# Beaumontois-en-Périgord
Beaumontois-en-Périgord è un comune francese di 1 838 abitanti situato nel  dipartimento della Dordogna nella regione dell'Aquitania-Limosino-Poitou-Charentes.
È stato creato il 1º gennaio 2016 dalla fusione dei preesistenti comuni di Beaumont-du-Périgord, Labouquerie, Nojals-et-Clotte e Sainte-Sabine-Born.
Il capoluogo è la località di Beaumont-du-Périgord.